# Arrondissement de Sarlat-la-Canéda

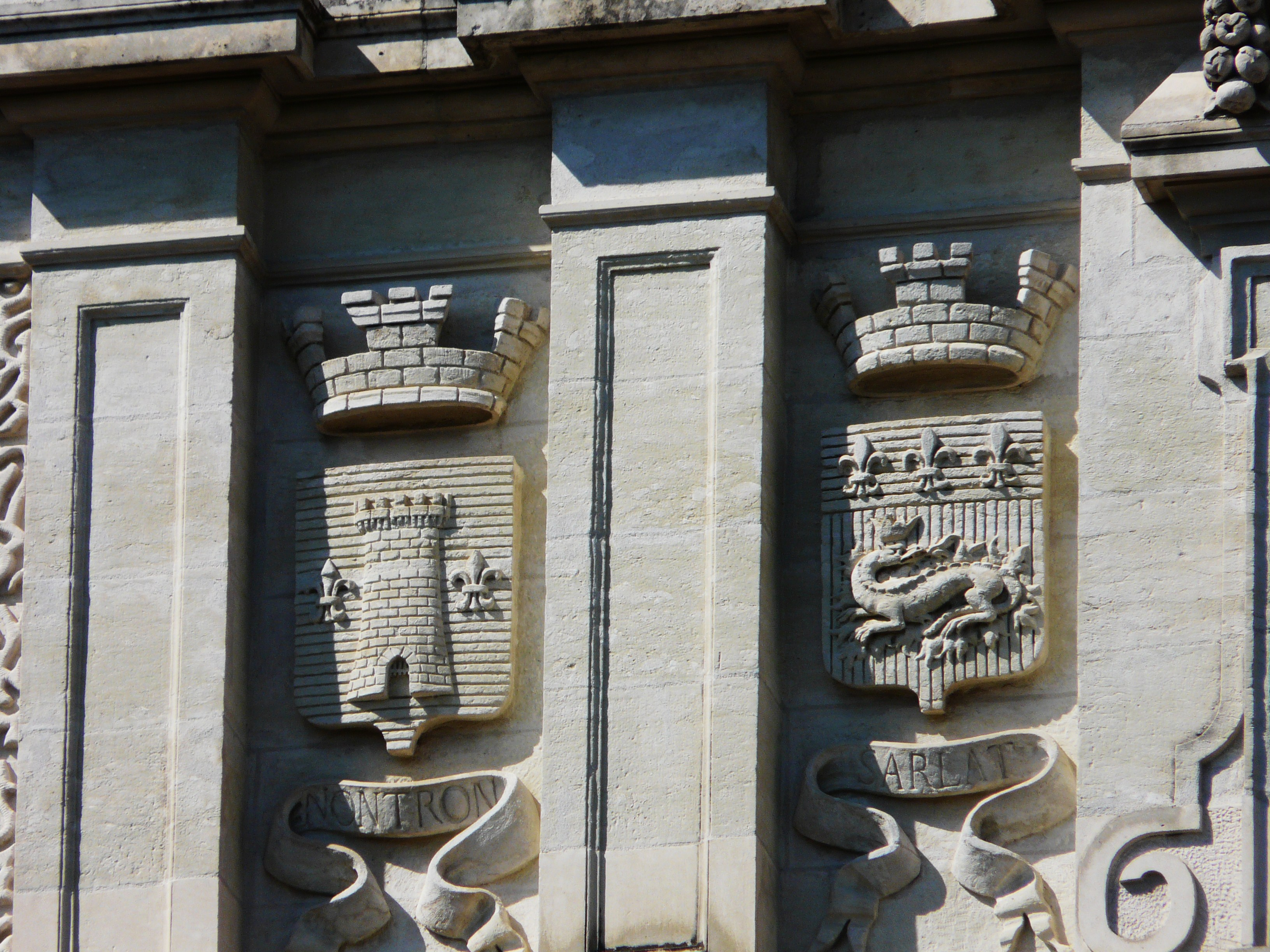
À Périgueux, sur la façade de la Préfecture de la Dordogne, blason de l'arrondissement de Sarlat (à droite).

L'arrondissement de Sarlat-la-Canéda, précédemment nommé arrondissement de Sarlat, est une division administrative française, située dans le département de la Dordogne, en région Nouvelle-Aquitaine.

## Historique
L'arrondissement de Sarlat est l'un des cinq arrondissements de la Dordogne créés en 1800, en même temps que les autres arrondissements français. Il est devenu en 1965 l'arrondissement de Sarlat-la-Canéda, à la suite de la fusion des communes de Sarlat et de La Canéda.

## Géographie
Occupant le sud-est du département, il correspond au Périgord noir. Il est irrigué par la Vézère et la Dordogne en amont de Limeuil.
Les principaux centres urbains sont Sarlat-la-Canéda (la sous-préfecture), Montignac-Lascaux et Terrasson-Lavilledieu.
Avec 1 921 km2, il représente 21,2 % de la superficie du département, et 17,9 % de sa population (au recensement de 2014).
Dans ses limites de 2017, il occupe un territoire plus étendu de 2 273,1 km2, soit 25,1 % de la superficie du département, et 19,1 % de sa population (au recensement de 2022).

## Composition

### Composition de 1800 à 2015

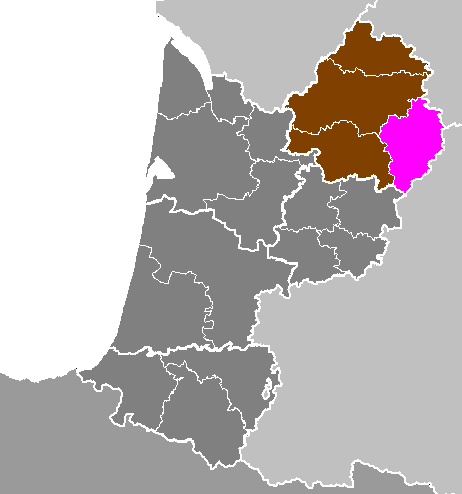
Localisation en Aquitaine avant 2017 de l'arrondissement de Sarlat-la-Canéda.

Situation avant 2017 de l'arrondissement dans le département de la Dordogne.

L'arrondissement se compose (en 2015) de 122 communes réparties sur dix cantons : 
- canton de Belvès ;
- canton du Bugue ;
- canton de Carlux ;
- canton de Domme ;
- canton de Montignac ;
- canton de Saint-Cyprien ;
- canton de Salignac-Eyvigues ;
- canton de Sarlat-la-Canéda ;
- canton de Terrasson-Lavilledieu ;
- canton de Villefranche-du-Périgord.

### Composition de 2015 à 2016
Contrairement à l'ancien découpage où chaque canton était inclus à l'intérieur d'un seul arrondissement, le nouveau découpage territorial de 2014/2015 s'affranchit des limites des arrondissements. Certains cantons peuvent être composés de communes appartenant à des arrondissements différents. Dans l'arrondissement de Sarlat-la-Canéda, c'est le cas pour un canton dont les communes sont également réparties sur l'arrondissement de Périgueux. Au total, l'arrondissement de Sarlat-la-Canéda est donc composé de quatre cantons entiers et d'un canton partiel (canton du Haut-Périgord Noir).
Le tableau suivant présente la répartition des cantons et de leurs communes par arrondissement :
| N° | Canton                | Périgueux | Sarlat-la-Canéda |
| -- | --------------------- | --------- | ---------------- |
| 5  | Haut-Périgord Noir    | 26        | 8                |
| 18 | Sarlat-la-Canéda      |           | 13               |
| 20 | Terrasson-Lavilledieu |           | 28               |
| 23 | Vallée Dordogne       |           | 47               |
| 25 | Vallée de l'Homme     |           | 26               |
|    |                       |           | 122              |

Au 1er janvier 2016, le nombre de communes descend à 120 avec la création des communes nouvelles de Coux et Bigaroque-Mouzens et Pays de Belvès, en remplacement de quatre anciennes communes.

### Composition depuis 2017
Au 1er janvier 2017, une réorganisation des arrondissements est effectuée, pour mieux intégrer les récentes modifications des intercommunalités et faire coïncider les arrondissements aux circonscriptions électorales :
- une commune passe de Bergerac vers Sarlat-la-Canéda : Limeuil ;
- 22 communes passent de Périgueux vers Sarlat-la-Canéda : Ajat, Azerat, Badefols-d'Ans, Bars, Boisseuilh, Chourgnac, Coubjours, Fossemagne, Gabillou, Granges-d'Ans, Hautefort, La Chapelle-Saint-Jean, Limeyrat, Montagnac-d'Auberoche, Nailhac, Sainte-Eulalie-d'Ans, Sainte-Orse, Sainte-Trie, Teillots, Temple-Laguyon, Thenon et Tourtoirac[2],[3].

Au 1er janvier 2025, l'arrondissement groupe les 136 communes suivantes :
1. Ajat
2. Allas-les-Mines
3. Archignac
4. Aubas
5. Audrix
6. Auriac-du-Périgord
7. Azerat
8. La Bachellerie
9. Badefols-d'Ans
10. Bars
11. Beauregard-de-Terrasson
12. Berbiguières
13. Besse
14. Beynac-et-Cazenac
15. Boisseuilh
16. Borrèze
17. Bouzic
18. Le Bugue
19. Calviac-en-Périgord
20. Campagnac-lès-Quercy
21. Campagne
22. Carlux
23. Carsac-Aillac
24. Carves
25. La Cassagne
26. Castelnaud-la-Chapelle
27. Castels et Bézenac
28. Cénac-et-Saint-Julien
29. La Chapelle-Aubareil
30. La Chapelle-Saint-Jean
31. Châtres
32. Chourgnac
33. Cladech
34. Coly-Saint-Amand
35. Condat-sur-Vézère
36. Les Coteaux Périgourdins
37. Coubjours
38. Coux et Bigaroque-Mouzens
39. Daglan
40. Doissat
41. Domme
42. La Dornac
43. Les Eyzies
44. Fanlac
45. Les Farges
46. La Feuillade
47. Fleurac
48. Florimont-Gaumier
49. Fossemagne
50. Gabillou
51. Granges-d'Ans
52. Grives
53. Groléjac
54. Hautefort
55. Jayac
56. Journiac
57. Le Lardin-Saint-Lazare
58. Larzac
59. Lavaur
60. Limeuil
61. Limeyrat
62. Loubejac
63. Marcillac-Saint-Quentin
64. Marnac
65. Marquay
66. Mauzens-et-Miremont
67. Mazeyrolles
68. Meyrals
69. Monplaisant
70. Montagnac-d'Auberoche
71. Montignac-Lascaux
72. Nabirat
73. Nadaillac
74. Nailhac
75. Orliac
76. Paulin
77. Pays de Belvès
78. Pazayac
79. Pechs-de-l'Espérance
80. Peyrignac
81. Peyzac-le-Moustier
82. Plazac
83. Prats-de-Carlux
84. Prats-du-Périgord
85. Proissans
86. La Roque-Gageac
87. Rouffignac-Saint-Cernin-de-Reilhac
88. Sagelat
89. Saint-André-d'Allas
90. Saint-Aubin-de-Nabirat
91. Saint-Avit-de-Vialard
92. Saint-Cernin-de-l'Herm
93. Saint-Chamassy
94. Saint-Crépin-et-Carlucet
95. Saint-Cybranet
96. Saint-Cyprien
97. Sainte-Eulalie-d'Ans
98. Saint-Félix-de-Reillac-et-Mortemart
99. Sainte-Foy-de-Belvès
100. Saint-Geniès
101. Saint-Germain-de-Belvès
102. Saint-Julien-de-Lampon
103. Saint-Laurent-la-Vallée
104. Saint-Léon-sur-Vézère
105. Saint-Martial-de-Nabirat
106. Sainte-Mondane
107. Sainte-Nathalène
108. Sainte-Orse
109. Saint-Pardoux-et-Vielvic
110. Saint-Pompon
111. Saint-Rabier
112. Sainte-Trie
113. Saint-Vincent-de-Cosse
114. Saint-Vincent-le-Paluel
115. Salignac-Eyvigues
116. Salles-de-Belvès
117. Sarlat-la-Canéda
118. Savignac-de-Miremont
119. Sergeac
120. Simeyrols
121. Siorac-en-Périgord
122. Tamniès
123. Teillots
124. Temple-Laguyon
125. Terrasson-Lavilledieu
126. Thenon
127. Thonac
128. Tourtoirac
129. Tursac
130. Valojoulx
131. Veyrignac
132. Veyrines-de-Domme
133. Vézac
134. Villac
135. Villefranche-du-Périgord
136. Vitrac

Ces communes correspondent à l'ensemble de celles qui composent six intercommunalités : la communauté de communes de Domme-Villefranche du Périgord (23), la communauté de communes du Pays de Fénelon (19), la communauté de communes Sarlat-Périgord noir (13), la communauté de communes Terrassonnais Haut Périgord Noir (38), la communauté de communes Vallée de la Dordogne et Forêt Bessède (20), et la communauté de communes de la Vallée de l'Homme (28).
Le tableau suivant présente la nouvelle répartition des cantons et de leurs communes par arrondissement :
| N° | Canton                | Bergerac     | Périgueux                                      | Sarlat-la-Canéda |
| -- | --------------------- | ------------ | ---------------------------------------------- | ---------------- |
| 5  | Haut-Périgord Noir    |              | 4 communes déléguées de Bassillac et Auberoche | 30               |
| 12 | Périgord central      | 1 (Trémolat) | 33                                             | 1 (Limeuil)      |
| 18 | Sarlat-la-Canéda      |              |                                                | 13               |
| 20 | Terrasson-Lavilledieu |              |                                                | 27               |
| 23 | Vallée Dordogne       |              |                                                | 44               |
| 25 | Vallée de l'Homme     |              |                                                | 26               |
|    |                       |              |                                                | 141              |

## Démographie
En 2022, l'arrondissement comptait 81 563 habitants.
| 1968   | 1975   | 1982   | 1990   | 1999   | 2006   | 2011   | 2016   | 2021   |
| ------ | ------ | ------ | ------ | ------ | ------ | ------ | ------ | ------ |
| 64 662 | 65 246 | 66 916 | 68 422 | 69 585 | 72 873 | 75 188 | 81 863 | 81 203 |

| 2022   | - | - | - | - | - | - | - | - |
| ------ | - | - | - | - | - | - | - | - |
| 81 563 | - | - | - | - | - | - | - | - |

## Sous-préfets

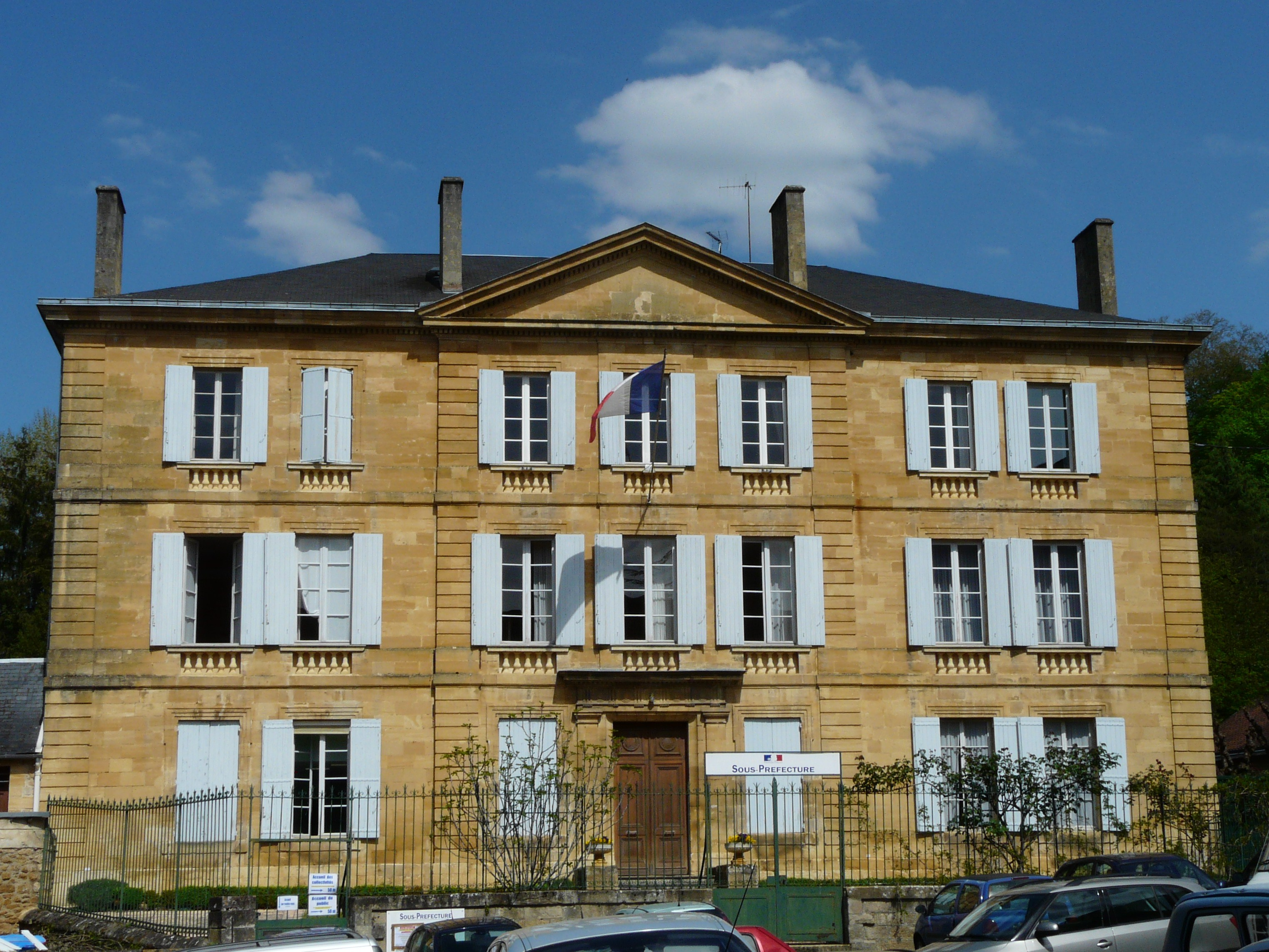
Le bâtiment de la sous-préfecture.

| Période                     | Période                      | Identité                                      | Fonction précédente                                                                      | Observation |
| --------------------------- | ---------------------------- | --------------------------------------------- | ---------------------------------------------------------------------------------------- | --- |
| avril 1800                  | octobre 1804                 | Pierre Manières (ou Manière)                  |                                                                                          | Premier sous-préfet de Sarlat |
| octobre 1804                | juillet 1811                 | Pierre Joseph de Maleville                    |                                                                                          | |
| juillet 1811                | décembre 1814                | Armand Gounon                                 |                                                                                          | |
| décembre 1814               | avril 1815                   | Louis Bertrand Lavergne de Cerval             |                                                                                          | Installé en janvier 1815 |
| avril 1815                  | juin 1815                    | Bernard Grand                                 |                                                                                          | |
| juin 1815                   | septembre 1830               | Louis Bertrand Lavergne de Cerval             |                                                                                          | |
| septembre 1830              | juillet 1832                 | Louis Martin Mérilhou                         |                                                                                          | |
| juillet 1832                | février 1835                 | Louis Florian Cadiot                          |                                                                                          | Installé en août 1832 Nommé sous-préfet de Toul                                                                                             |
| février 1835 (non installé) | octobre 1835                 | Paul Émeric Cellérier                         | Sous-préfet de Murat                                                                     | Reste sous-préfet de Murat |
| octobre 1835                | février 1838                 | Philibert Rivière                             |                                                                                          | Nommé sous-préfet de Libourne |
| février 1838                | mai 1843                     | Pierre Antoine Loriot de Rouvray              |                                                                                          | Nommé sous-préfet de Vitry-le-François |
| mai 1843                    | juin 1844                    | Augustin Barbette                             |                                                                                          | Installé en juin |
| juin 1844                   | 1848                         | Pierre Bouilhac                               |                                                                                          | |
| 1848                        | juillet 1848                 | Félix Vialard-Vergne                          |                                                                                          | |
| juillet 1848                | janvier 1849                 | M. Dubousquet                                 |                                                                                          | |
| janvier 1849                | mai 1852                     | M. de La Bouillerie                           |                                                                                          | Avocat Nommé sous-préfet d'Argentan |
| mai 1852                    | mars 1853                    | Jacques Dunoyer du Bouillon                   |                                                                                          | Installé en juin 1852 Nommé sous-préfet de Nogent-le-Rotrou                                                                                 |
| mars 1853                   | décembre 1866                | Édouard Provost                               |                                                                                          | Installé en avril 1853 Nommé sous-préfet de Montélimar                                                                                      |
| décembre 1866               | janvier 1870                 | M. Le Bourgeois                               |                                                                                          | |
| janvier 1870                | mai 1870                     | Pierre Jean Baptiste Henri Edmond de Lamure   |                                                                                          | Installé en mars 1870 |
| mai 1870                    | septembre 1870               | Alphonse Mari Étienne Boby de la Chapelle     |                                                                                          | |
| septembre 1870              | avril 1871                   | M. Brossard                                   |                                                                                          | Avocat |
| avril 1871                  | mai 1871                     | Raoul de Flers                                |                                                                                          | |
| mai 1871                    | septembre 1873               | Charles Franck Dumontet de Lacroze            |                                                                                          | Nommé sous-préfet d'Ussel |
| septembre 1873              | mai 1876                     | Jules Bouvattier (ou Bonvattier)              |                                                                                          | Avocat Nommé sous-préfet de Redon |
| mai 1876                    | février 1877                 | Joseph de Puymirol                            |                                                                                          | Installé en juin 1876 |
| février 1877                | mai 1877                     | François Frédéric Mordon,                     |                                                                                          | Installé en mars 1877 |
| mai 1877                    | décembre 1877                | Paul (ou Pierre) Schaeffer (ou Schoeffer)     | Chef de cabinet de préfet                                                                | |
| décembre 1877               | juillet 1879                 | François Sigaudy,                             | Sous-préfet de Castelnaudary                                                             | Installé en janvier 1878 Nommé sous-préfet de Wassy                                                                                         |
| juillet 1879                | décembre 1880                | Armand Eugène Hébert,                         | Sous-préfet de Poligny                                                                   | Mis en disponibilité |
| décembre 1880               | février 1885                 | Félix Ode François de Broqua,                 | Sous-préfet de Mirande                                                                   | Mis en disponibilité |
| février 1885                | août 1888 (décès)            | Pierre Marie Ernest de Selves,                | Sous-préfet de Gourdon                                                                   | |
| août 1888                   | août 1888                    | Pierre Baptiste Sarrazin,                     | Président de conseil d'arrondissement                                                    | Resté en poste à Sarlat jusqu'en septembre 1888                                                                                             |
| août 1888                   | novembre 1893                | Pierre Louis Béchet,                          | Sous-préfet de Castellane                                                                | Installé en septembre 1888 Nommé secrétaire général de la préfecture de la Sarthe                                                           |
| novembre 1893               | juillet 1898                 | Césaire Ernest Anatole Dufay,                 | Sous-préfet de Blaye                                                                     | Installé en décembre 1893 Nommé sous-préfet de Brive                                                                                        |
| juillet 1898                | septembre 1904               | Lucien Frédéric Philippe Bourienne,           | Secrétaire général de la préfecture de la Creuse                                         | Installé en août 1898 Nommé sous-préfet de Morlaix                                                                                          |
| septembre 1904              | décembre 1905                | Marcel Charles Guieysse,                      | Attaché au cabinet du préfet de Seine-et-Oise                                            | Nommé sous-préfet de Vire |
| décembre 1905               | janvier 1906 (non installé)  | Jean Baptiste Émile Martin, dit Émile-Martin, | Sous-préfet de Barbezieux                                                                | Nommé sous-préfet de Barbezieux |
| janvier 1906                | janvier 1906                 | Louis Théodore Charles Eugène Levé            | Sous-préfet de Wassy                                                                     | Nommé sous-préfet de Wassy |
| janvier 1906                | novembre 1911                | Pierre Étienne Tavéra,                        | Sous-préfet de Châteaulin                                                                | Installé en février 1906 Nommé sous-préfet de Montbrison                                                                                    |
| novembre 1911               | novembre 1911 (non installé) | Louis Marie Eugène Simoneau                   | Sous-préfet de Lodève                                                                    | Maintenu sous-préfet de Lodève à sa demande                                                                                                 |
| novembre 1911               | novembre 1914                | Georges Jean-Baptiste Alexis Rémyon,          | Sous-préfet de Saint-Pol                                                                 | Nommé sous-préfet de Castres |
| décembre 1914               | janvier 1916                 | Jean Raymond Fourcade,                        | Sous-préfet de Nontron                                                                   | Nommé secrétaire général de la préfecture de la Dordogne                                                                                    |
| janvier 1916                | novembre 1917                | Louis André Viguié,                           | Mobilisé                                                                                 | Nommé sous-préfet de Mantes |
| novembre 1917               | février 1919                 | Félix Alphonse Charles André Pécaut,          | Sous-préfet de Rochechouart                                                              | Nommé sous-préfet de Rochechouart |
| février 1919                | décembre 1922                | Louis Sénac de Monsembernard,                 | Sous-préfet de Limoux                                                                    | Installé en mars 1919 Nommé sous-préfet de Fougères                                                                                         |
| décembre 1922               | juillet 1932                 | Pierre Laurent Sudre (ou Sudres),             | Sous-préfet de Lavaur                                                                    | Nommé sous-préfet de Cambrai |
| juillet 1932                | 1940                         | Ulrich Eugène Coste (ou Costes),              | Sous-préfet de Marmande                                                                  | Touché par la limite d'âge à ce poste |
| …                           |                              |                                               |                                                                                          | |
| juin 1987                   | mai 1990                     | Xavier La Torre                               |                                                                                          | Nommé secrétaire général de la Charente |
| mai 1990                    | 1994                         | Robert Raynal                                 | Sous-préfet d'Apt                                                                        | Installé en juin 1990 |
| mai 1994                    | juillet 1996                 | Jean-Marie Ballet                             | Sous-préfet de Mirande                                                                   | Installé en juin 1994 Nommé secrétaire général de la Haute-Marne                                                                            |
| août 1996                   | juillet 1998                 | Dominique Adam                                | Sous-préfet de Château-Salins                                                            | Installé en septembre 1996 Placé en position de service détaché, sur sa demande                                                             |
| juillet 1998                | avril 2003                   | Gérard Mathieu                                | Secrétaire général de la Haute-Saône                                                     | Installé en septembre 1998 Placé en position de service détaché, sur sa demande                                                             |
| mai 2003                    | avril 2005                   | Didier Wisselmann                             | Sous-préfet, directeur du cabinet du préfet de la région Auvergne, préfet du Puy-de-Dôme | Nommé directeur du cabinet du préfet de la région Provence-Alpes-Côte d'Azur, préfet de la zone de défense Sud, préfet des Bouches-du-Rhône |
| avril 2005                  | février 2006                 | Maxime Pech de Pluvinel                       | Directeur du cabinet du préfet de l'Eure                                                 | Arrêt des fonctions de sous-préfet de Sarlat-la-Canéda, sur sa demande                                                                      |
| juin 2006                   | mars 2008                    | Yann Livenais                                 | Directeur de cabinet du préfet de la région Limousin                                     | Nommé directeur de cabinet du préfet de la région Aquitaine, préfet de la zone de défense Sud-Ouest, préfet de la Gironde.                  |
| juillet 2008                | mai 2011                     | Bernard Musset                                | Sous-préfet, directeur de cabinet du préfet de la Haute-Corse                            | Nommé sous-préfet hors cadre |
| septembre 2011              | décembre 2013                | Mme Dominique Christian                       | Secrétaire générale de la préfecture de l'Ariège                                         | Nommée sous-préfète d'Arcachon |
| décembre 2013               | avril 2016                   | Maryline Gardner                              | Sous-préfète de Lesparre-Médoc                                                           | Arrêt des fonctions de sous-préfète de Sarlat-la-Canéda, sur sa demande                                                                     |
| juin 2016                   | décembre 2017                | Jean-Baptiste Constant                        | Conseiller d'administration de l'Intérieur et de l'Outre-mer                             | Nommé directeur de cabinet du préfet de la Loire                                                                                            |
| mars 2018                   | avril 2021                   | Sébastien Lepetit                             | Administrateur territorial hors classe                                                   | Nommé Sous-préfet de Cognac |
| avril 2021                  | En cours                     | Nadine Monteil                                | Sous-préfète de Pithiviers                                                               | |